# Arescon enocki
Arescon enocki är en stekelart som först beskrevs av Subba Rao och Kaur 1959.  Arescon enocki ingår i släktet Arescon och familjen dvärgsteklar. Inga underarter finns listade.